# El buner d'Ordino
El buner d'Ordino (tiếng Catalunya: "The Piper of Ordino Parish") là một câu chuyện dân gian của người Andorra về một người thổi kèn túi bị những con sói đuổi lên cây, và anh ta đã chống lại chúng bằng âm thanh của nhạc cụ, buna hoặc sac de gemecs của Catalonia.

## Nội dung
Trong câu chuyện, người dân thị trấn Canillo quyết định thuê một người chơi đàn cho một lễ hội, nhưng khi màn đêm bắt đầu buông xuống, người chơi đàn vẫn chưa đến. Hóa ra người chơi đàn đang đi trên đường đến lễ hội, nhưng bị một bầy sói trên núi Casamanya chặn đứng bất ngờ. Anh ta quay đầu bỏ chạy, vừa trèo được lên cây để thoát khỏi đàn sói, nhưng bầy sói vẫn ở gốc cây chờ anh ta leo xuống. Trong nỗi sợ hãi, anh ta nắm chặt những chiếc kèn túi của mình, khiến những chiếc ống này phát ra âm thanh của chúng. Âm thanh này khiến bầy sói giật mình, sau đó chúng bỏ chạy.
Tùy thuộc vào phiên bản của truyền thuyết, người chơi kèn hoặc được tìm thấy vào ngày hôm sau bởi một nhóm tìm kiếm, vẫn đang chơi nhạc cụ của mình để đuổi những con sói đi, hoặc trong phiên bản khác, anh ta đã đến bữa tiệc muộn, đã đi hết quãng đường còn lại đến Canillo và vẫn duy trì việc chơi kèn.

## Đại diện
Một con tem bưu chính được cơ quan bưu chính Pháp sản xuất năm 2002 để kỷ niệm câu chuyện, dán nhãn bằng tiếng Catalan và tiếng Pháp Le Joueur de Cornemuse. Năm 2012, đoàn múa L'Esbart de les Valls del Nord đã biểu diễn một vở múa dựa trên câu chuyện tại Thính phòng Quốc gia của Andorra.